# Джельфа
Джельфа (араб. الجلفة, фр. Djelfa) — місто в Алжирі. Адміністративний центр однойменного вілаєту. Знаходиться за 300 км від столиці країни — м. Алжир.
| Алжир | Це незавершена стаття з географії Алжиру. Ви можете допомогти проєкту, виправивши або дописавши її. |